# Polska Misja św. Faustyny Kowalskiej w Dartmouth
Polska Misja św. Faustyny Kowalskiej w Dartmouth (ang. St. Faustina Kowalska Polish Mission) – parafia rzymskokatolicka położona w Dartmouth, w prowincji Nowa Szkocja w Kanadzie.
Jest ona misją w archidiecezji Halifax, z mszą św. w j. polskim dla polskich imigrantów.
Ustanowiona w 1986 roku. Misja została dedykowana św. Faustynie Kowalskiej.

## Nabożeństwa w j. polskim
- Pierwsze piątki miesiąca - 18:30
- Niedziela - 11:15